# 芳村圭
芳村 圭（よしむら けい）は、日本の工学者（環境工学）。東京大学生産技術研究所教授（環境学研究系）。博士（工学）(東京大学) 。
研究内容は、水循環、なかでも同位体気象学、地表面過程、力学的ダウンスケーリング、古気候、データ同化。

## 研究
気候変動によって大きな影響を受け、人類にとって最も大きな影響を及ぼす地球上の水循環を幅広く捉え、様々な角度からのアプローチでそのメカニズムを解明することで、社会への貢献を目指している。具体的には以下の通り；
- 全球気候モデルを用いた河川の表現（大気-陸域-海洋を結ぶ「地球水循環」）、気候モデルの一要素として河川サブモデルの開発を担当し、気候変動予測などに貢献。
- 長時間前に洪水発生の地点を予測するリアルタイム洪水予測システムの開発（日本域に限らず世界全域を対象とするグローバルな洪水予測の展開）に貢献。
- 水蒸気に仮想的な色を着け、それらがどのように動いて混じっていき、雨となっていくのかを計算するツール（Colored Moisture Analysis：CMA）の開発と可視化。
- 人工衛星に搭載された分光分析計で計測される、水の安定同位体を通した地球上の水循環の解明、および
- 領域同位体輸送モデルIsoRSMを改造し、福島第一原発事故で発生した放射性物質（セシウム137やヨウ素131など）の動きの解析による首都圏東部で実際に生じた比較的高濃度の汚染地域（ホットスポット）の形成要因の解明への貢献を目指している。

## 略歴
以下、東京大学大学院新領域創成科学研究科等による。
- 1996年 3月 東大寺学園高等学校卒業[7]
- 2000年 3月 東京大学工学部社会基盤工学科 卒業
- 2002年 9月 東京大学大学院工学系研究科社会基盤工学専攻 修士課程修了
- 2002年10月 科学技術振興事業団（現(独)科学技術振興機構）技術員
- 2004年 5月 東京大学生産技術研究所 助手（2007年助教に職名変更）
- 2006年 2月 東京大学大学院工学系研究科社会基盤工学専攻 博士（工学）取得
- 2006年 6月 米国カリフォルニア大学サンディエゴ（UCSD）スクリプス海洋学研究所 客員研究員（～2008年 5月）
- 2008年 8月  米国カリフォルニア大学サンディエゴ（UCSD）スクリプス海洋学研究所 プロジェクト研究員
- 2010年 3月 東京大学生産技術研究所准教授
- 2010年 4月 東京大学大気海洋研究所准教授（兼務）
- 2017年 4月 東京大学生産技術研究所准教授
- 2019年 6月 東京大学生産技術研究所教授

## 受賞
芳村研究室HPによる。
- 2001年 水文・水資源学会 優秀ポスター賞
- 2002年 東京大学 古市賞
- 2004年 土木学会 水工学論文奨励賞
- 2008年 水文・水資源学会 論文奨励賞
- 2011年 アジアリモートセンシング学会(AARS) Innovation Award
- 2012年 平成24年度科学技術分野文部科学大臣表彰 若手科学者賞
- 2014年 土木学会 水工学論文賞
- 2016年 土木学会 水工学講演会 アウトスタンディングディスカッション賞
- 2018年 日本気象学会 堀内賞
- 2018年 土木学会 水工学講演会 アウトスタンディングディスカッション賞
- 2020年 土木学会 水工学講演会 アウトスタンディングディスカッション賞
- 2020年 JAXA 理事長賞 社会貢献分野
- 2021年 令和3年度文部科学大臣表彰 科学技術賞（科学技術振興部門）
- 2022年 第5回 宇宙開発利用大賞 文部科学大臣賞（馬文超・山本晃輔と共同）
- 2023年 2022年度異能ジェネレーションアワード分野賞 宇宙に関する分野

## 著書
Researchmapによる。論文等の詳細なリストは、Reaearchmapおよび「研究業績」を参照。
- 筆保弘徳・芳村圭（編）「天気と気象についてわかっていることいないこと」ベレ出版，ISBN 978-4-86064-351-5，280p, 2013年.
- 芳村圭・一柳錦平・杉本敦子（編）気象研究ノート第220号「気象学における水安定同位体比の利用」日本気象学会，ISBN978-4-904129-03-6，129p，2009年.